# Долговерясы
Долговерясы — село в Краснослободском районе Мордовии, центр сельской администрации. Население 113 человек, в основном русские. Расположено на реке Кивчей, в 19 км от автотрассы Саранск — Краснослободск, 45 км от райцентра и 96 км от железнодорожной станции Ковылкино. Высота над уровнем моря 161 м.

## История
Предположительно, село сформировалось из двух деревень (Долговерясы и Ишеево) в конце XVI — XVII веков. Есть сведения, что в 1628 году боярин Салтыков построил деревянную Христорождественскую церковь, 1640 к храму был пристроен придел, освященный во имя Архистратига Михаила, но в 1676 году Долговерясы Краснослободского присуда упоминались как деревня владельческая. Крещеные татары Ишеевы возвели деревянный Христорождественский храм, который впервые упоминается благодаря пожертвованиям в эту церковь в 1668 году. В этот период село писалось как Ишеево. В 1700 крестившиеся мурзы Ишеевы построили еще одну деревянную церковь, на месте старого кладбища, но просуществовала она недолго. В 1706 прихожане вместо обветшавшей церкви срубили новую деревянную, освященную тогда же с прежним наименованием в честь Рождества Христова. Этот храм со многими переделками, поправками и ремонтами после пожаров простоял до конца XIX в. Он упоминался, то как долговерясский, то как ишеевский, но к XIX веку укрепилось название села — Долговерясы. Последний храм, тоже деревянный, строился в 1880-х; в 1887 году он был освящен во имя Живоначальной Троицы с приделом в честь Покрова Пресвятой Богородицы. В селе имелась церковно-приходская школа, переданная со временем в ведение земства. При советской власти храм был закрыт, а затем уничтожен. Приход не восстановлен по причине немногочисленности населения.
В «Списке населенных мест Пензенской губернии» (1869) Долговерясы — село из 155 дворов Краснослободского уезда. В 1888 г. помещик А.Ненюков построил в лесу винокуренный завод, действовавший до революции 1917 г.
В 1894 году в селе Долговерясы числилось 155 крестьянских дворов (1026 жителей) и 2 двора других сословий (6 чел.), церковь и церковно-приходская школа. В 1913 году — 209 дворов государственных крестьян (1384 человек), церковь, земская школа, хлебозапасный магазин, 4 ветряные мельницы, 2 маслобойки и просодранки, синильный завод, 2 кузницы, кирпичный сарай, трактир и 2 лавки. В 1926 году — 259 дворов (1551 человек), в 1931 году 283 хозяйства (1563 жителя), создан колхоз «Буденновец», с 1960 г. — отделение совхоза «Старосиндровский».
По данным административно-территориального деления 1937 г., с. Долговерясы вошло в состав вновь образованного Старосиндровского района, с 1959 г. — в составе Краснослободского района.
По состоянию на 2018 год в селе Долговерясы проживает 1 человек.  Население 144 чел. (2001), в основном русские.
Расположены на р. Кивчей, в 19 км от автотрассы Саранск — Краснослободск, 45 км от районного центра и 96 км от железнодорожной станции Ковылкино. «Деревня Долговерясы Краснослободского присуда» упоминается в актовом документе 1676 г. В «Списке населённых мест Пензенской губернии» (1869) Долговерясы — село из 155 дворов Краснослободского уезда. В 1888 г. помещик В. А. Ненюков построил в долговерясском лесу винокуренный завод, действовавший до Октябрьской революции 1917 г. С тех пор поляна, на которой стоял завод, называется «Ненюковская». В 1913 г. в селе насчитывалось 209 дворов, в 1930 г. — 283 хозяйства (1 567 чел.). В 1931 г. был создан колхоз «Будённовец», с 1960 г. — отделение совхоза «Старосиндровский». В 1965 г. открылся магазин, с 1969 г. — пекарня, в 1974 г. — школа-интернат, 2-этажная школа. В начале 1990-х гг. отделение было преобразовано в СХПК «Долговерясский». В селе имеются основная школа, библиотека, магазин, отделение связи, медпункт. Установлен памятник воинам, погибшим в годы Великой Отечественной войны. Здесь жила педагог А. Г. Клычевская. В Долговерясскую сельскую администрацию входят с. Дёмина Поляна (129 чел.), Новое Заберёзово (42), Новые Буты (9) и д. Мироновка (5 чел.).

## Население
| 2018 |
| ---- |
| 1    |